# Petike Katalin
Petike Katalin (Kalocsa, 1973. augusztus 8. –) válogatott labdarúgó, hátvéd.

## Pályafutása

### Klubcsapatban
1987-től a Ferencvárosi László Kórház labdarúgója volt. Egyszeres magyar bajnok a csapattal.

### A válogatottban
1991 és 1992 között 12 alkalommal szerepelt a válogatottban.

## Sikerei, díjai
- Magyar bajnokság
  - bajnok: 1988–89
  - 2.: 1991–92
  - 3.: 1989–90, 1990–91

## Statisztika

### Mérkőzései a válogatottban
| Magyarország | Magyarország         | Magyarország             | Magyarország | Magyarország | Magyarország  | Magyarország     | Magyarország | Magyarország |
| #            | Dátum                | Helyszín                 | Hazai        | Eredmény     | Vendég        | Kiírás           | Gólok        | Esemény      |
| ------------ | -------------------- | ------------------------ | ------------ | ------------ | ------------- | ---------------- | ------------ | ------------ |
| 1.           | 1991. április 1.     | Várna                    | Bulgária     | 0 – 1        | Magyarország  | nemzetközi torna | -            |              |
| 2.           | 1991. április 5.     | Várna (BUL)              | Japán        | 2 – 0        | Magyarország  | nemzetközi torna | -            | becserélve   |
| 3.           | 1991. április 6.     | Várna (BUL)              | Magyarország | 3 – 1        | Románia       | nemzetközi torna | -            |              |
| 4.           | 1991. május 29.      | Nagybecskerek            | Jugoszlávia  | 0 – 0        | Magyarország  | barátságos       | -            |              |
| 5.           | 1991. szeptember 14. | Gyula                    | Magyarország | 3 – 1        | Jugoszlávia   | barátságos       | -            | becserélve   |
| 6.           | 1991. szeptember 25. | Mosonmagyaróvár          | Magyarország | 0 – 2        | Németország   | barátságos       | -            | becserélve   |
| 7.           | 1991. október 6.     | Moszkva, Torpedo Stadion | Szovjetunió  | 2 – 1        | Magyarország  | Eb-selejtező     | -            | becserélve   |
| 8.           | 1991. október 9.     | Bécs, Práter Stadion     | Ausztria     | 0 – 3        | Magyarország  | barátságos       | -            | lecserélve   |
| 9.           | 1992. március 30.    | Várna (BUL)              | Magyarország | 1 – 0        | Spanyolország | nemzetközi torna | -            | becserélve   |
| 10.          | 1992. április 4.     | Várna (BUL)              | Magyarország | 0 – 3        | Svédország    | nemzetközi torna | -            | becserélve   |
| 11.          | 1992. április 5.     | Várna (BUL)              | Magyarország | 0 – 3        | Dél-Korea     | nemzetközi torna | -            | becserélve   |
| 12.          | 1992. április 29.    | Budapest, Hévízi út      | Magyarország | 3 – 0        | Ausztria      | barátságos       | -            | 67'          |
|              | Összesen             |                          |              | 12           | mérkőzés      |                  | 0            | gól          |